# Faro di Senetosa
Il faro di Senetosa (fanali di Senedosa in corso) è un faro marittimo che si trova nell'omonima località del territorio comunale di Sartene, nei pressi della costa sud-occidentale della Corsica, a sud di Propriano. La luce è prodotta da una lampada alogena da 180 watt, dalla portata di 22 miglia nautiche, che emette un segnale di 4 lampi bianchi ogni 20 secondi.

## Storia

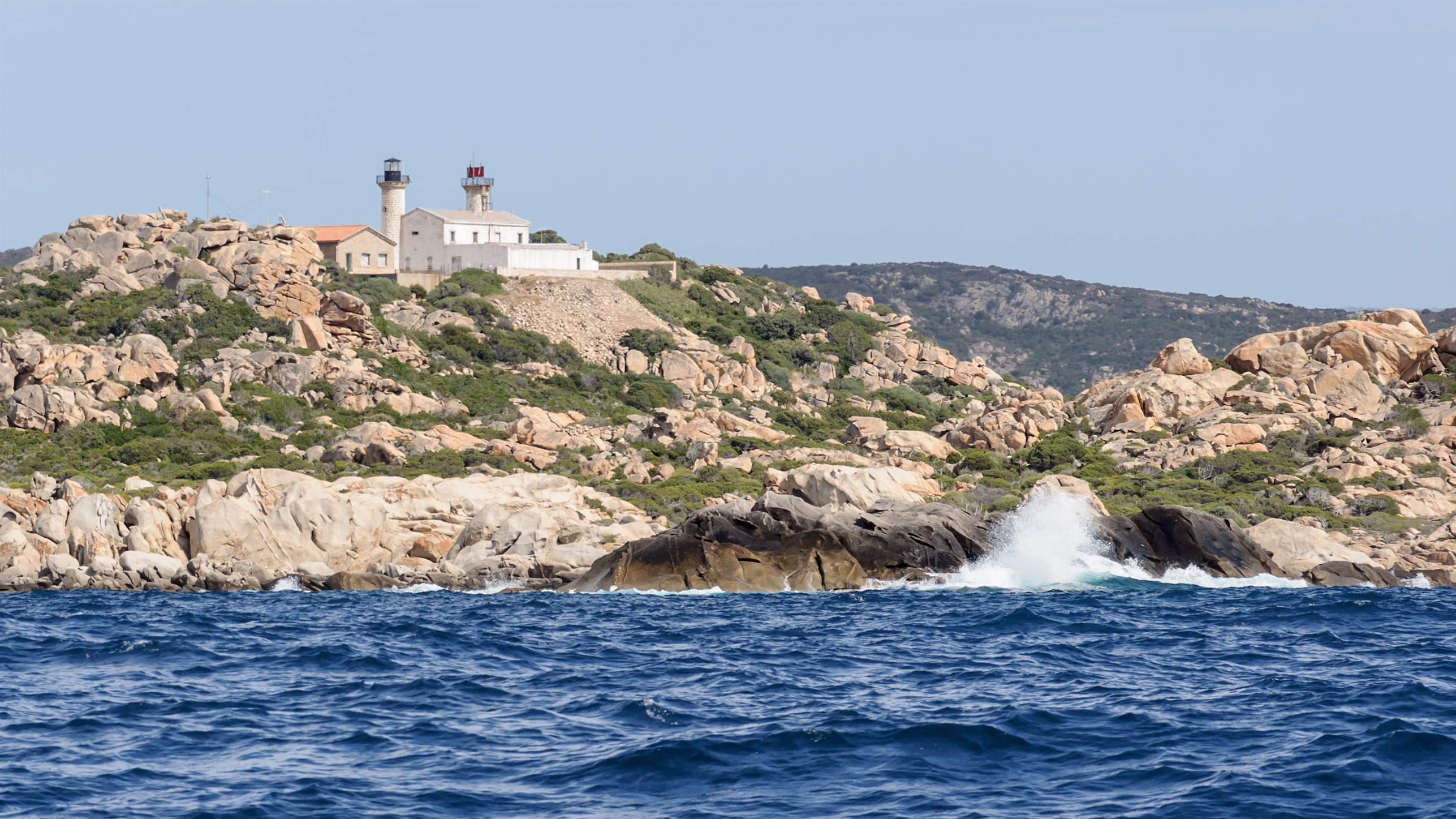
Il faro di Senetosa

Il faro fu costruito a partire dal 1889 e venne inaugurato il 15 maggio 1892; originariamente emetteva un lampo bianco ogni 5 secondi.

## Struttura
Si tratta di un complesso con due torri a sezione circolare in pietra, che si elevano ai lati dell'edificio a pianta rettangolare che si articola su due livelli e in passato ospitava le abitazioni dei guardiani. La lanterna si trova alla sommità di una delle due torri, mentre la parte alta della seconda torre presenta una terrazza aperta, in passato adibita a punto di avvistamento per i guardiani.